# Грисбах, Эберхард
Эберхард Грисбах (нем. Eberhard Grießbach; род. 3 октября 1935 года, Хемниц) — военно-морской деятель ГДР, в 1988—1990 годах начальник по боевой подготовке и заместитель командующего фольксмарине, контр-адмирал (1986 год).

## Биография
Из семьи портного. По окончании школы 11 августа 1954 года поступил в Высшую офицерскую школу ВМС в Штральзунде (тогда она называлась офицерской школой ВМС), которую окончил в 1958 году. В 1956 году вступил в СЕПГ. В 1958—1959 годах работал электросварщиком на верфи в Вольгасте. После этого вся его служба в строевых частях более чем на двадцать лет оказалась связанной с 6-й флотилией фольксмарине. Первоначально в 1960—1962 годах он командовал торпедным катером. В 1962 году командовал ракетным катером. В 1963—1965 годах служил штурманом и одновременно начальником штаба в 1-м дивизионе катеров. В 1965—1966 годах командовал 1-м отрядом ракетных катеров. В 1966—1969 годах проходил обучение в Военной академии ННА им. Фридриха Энгельса. В 1969—1970 годах командовал 3-м дивизионом ракетных катеров. В 1970—1971 годах командовал бригадой торпедных катеров. В 1971—1974 годах служил командиром 3-й бригады ракетных торпедных катеров. В 1974—1983 годах занимал должность начальника штаба и заместителя командира 6-й флотилии Фольксмарине. С 1 мая 1983 года по 31 октября 1987 года капитан цур Зее Гриссбах сам командовал 6-й флотилией. 1 марта 1986 года, в 30-ю годовщину образования Национальной народной армии, получил звание контр-адмирала. В 1987—1988 года служил в командовании фольксмарине в должности заместителя начальника по боевой подготовке фольксмарине (Stv. Chef Ausbild. f. Gefechtsausb., Kdo. VM) 1 декабря 1988 года был назначен на должность начальника по боевой подготовке и заместителя командующего фольксмарине (Stellvertreter des Chefs und Chef Ausbildung). 30 сентября 1990 года был уволен в отставку.

## Избранные награды
- Орден «За заслуги перед Отечеством» в бронзе;
- Военный орден «За заслуги перед народом и Отечеством» в серебре.

## Воинские звания
- контр-адмирал — 1 марта 1986 года.